# Vườn quốc gia Jostedalsbreen
Vườn quốc gia Jostedalsbreen là một vườn quốc gia ở Na Uy nằm trên khu vực sông băng lớn nhất ở lục địa châu Âu, Jostedalsbreen. Jostedalsbreen có diện tích 487 km², nằm ở các đô thị Luster, Balestrand, Jølster và Stryn (ở hạt Sogn og Fjordane). Đỉnh cao nhất ở khu vực là Lodalskåpa với độ cao 2.083 mét. Sông băng nằm ở khu vực có độ cao nhất, Brenibba, nằm ở độ cao 2.018 mét trên mực nước biển còn điểm cao nhất là 350 m trên mực nước biển.
Có 3 viện bảo tàng và cũng là trung tâm phục vụ du khách: Breheimsenteret ở Jostedal, Jostedalsbreen nasjonalparksenter ở Oppstryn (Stryn) và Norsk bremuseum ở Fjærland.